# Giambologna

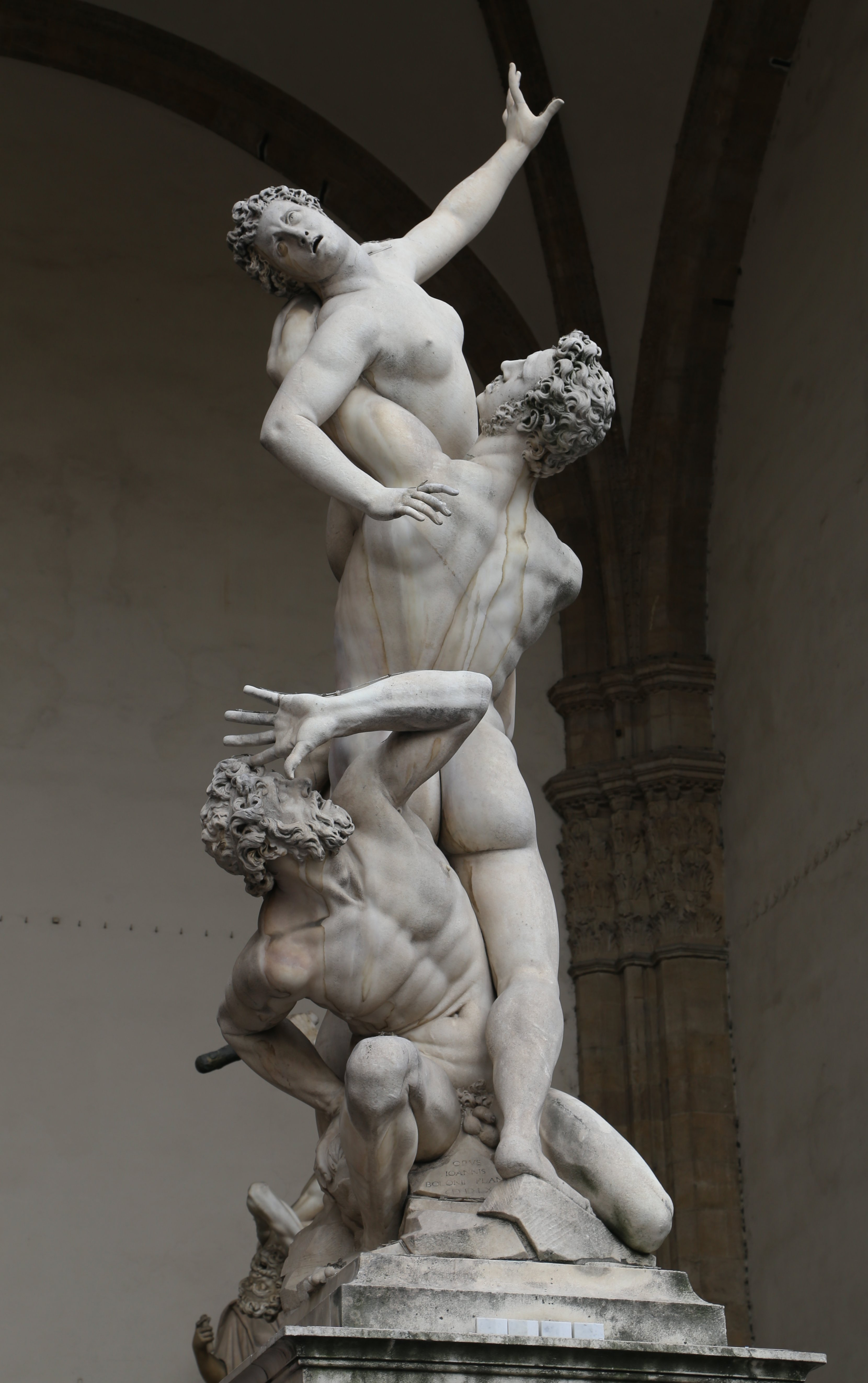
Sabinskornas bortrövande.

Giambologna, även kallad Giovanni da Bologna (egentligen Jean de Boulogne), född 1529 i Douai, död 13 augusti 1608 i Florens, var en flamländsk-italiensk skulptör under manierismen.

## Biografi
Giambologna utbildades först hos Jacques du Broeucq, kom 1557 till Florens och fick där och på andra håll i Italien viktiga uppdrag. Han utförde sina viktigaste verk för familjen Medicis räkning, däribland Merkurius, Sabinskornas bortrövande, ryttarstatyn över Cosimo den store i Florens och fontäner i Boboliträdgårdarna. Bland hans övriga verk finns den tidiga Neptunusbrunnen i Bologna samt Simson dödar en filisté.
Giambologna var en av senmanierismens främsta skulptörer och fick ett vidsträckt inflytande, dels genom sina många elever, dels genom sina talrika och mycket spridda småbronser, varibland ett flertal Merkurius-statyetter.
Utmärkande för hans skulpturer är den starkt betonade rörelsesträvan, som närmar dem till barockkonsten. Hans ateljé, där många framstående konstnärer arbetade, var något av ett centrum för manierismen.